# Foresta di Barbizon
Foresta di Barbizon (Forêt de Barbizon) è un dipinto a olio su tavola (16x25 cm) realizzato nel 1883 ca. da Georges-Pierre Seurat
Fa parte della collezione Lewyt di New York, questo dipinto venne realizzato durante un viaggio a Barbizon nella foresta di Fontainebleau.